# Frontaal Naakt
Frontaal Naakt is een Nederlandse weblog, opgericht door journalist en columnist Peter Breedveld. Grondleggers zijn daarnaast Elsevier-cartoonist Ad Kolkman, columnist Lagonda en Jon Howells. Het weblog beschrijft zichzelf als een "fundamentalistisch-secularistisch, multiculturalistisch-hedonistisch, webmagazine voor de zichzelf respecterende zelfislamiseerder."

## Inhoud
Breedveld schreef aanvankelijk uitgebreid over het door sommigen als verstikkend ervaren progressieve klimaat in Nederland, dat volgens hem weinig ruimte liet voor afwijkende meningen over met name de multiculturele samenleving. Het weblog werd in 2007 in een door NRC Handelsblad uitgevoerde inventarisatie van vrijsprekende, rechtse en extreemrechtse uitingen op internet gerubriceerd onder "verzamelplaatsen voor discussie over, en kritiek op, de 'linkse maffia', de 'zogenaamde multiculturele samenleving', en 'criminele allochtonen'", maar gold in 2011 volgens De Telegraaf als "links". Op zijn website omschrijft Breedveld zichzelf als iemand die wat rotzooit in de marge van de journalistiek en zijn dagen vult met ruziemaken en obsessies voor onbenulligheden. In veel van zijn latere teksten zet Breedveld zich af tegen GeenStijl, Thierry Baudet, Forum voor Democratie, PVV, De Dagelijkse Standaard, Wierd Duk, Annabel Nanninga, Bert Brussen en Theodor Holman.

## Medewerkers
Op het weblog staan bijdragen van onder andere: schrijver Hafid Bouazza, journaliste Hassnae Bouazza, cartoonist Gregorius Nekschot, dichter Anton Dautzenberg, stripkenner Jeroen Mirck, schrijver Jan van Aken, blogger Bert Brussen (op wie Breedveld vanaf 2012 zware kritiek uit), historicus Jona Lendering, onderzoeksjournalist Stan de Jong, journalist Henk Steenhuis, de Vlaamse striptekenares Ilah, striptekenaar Eric Schreurs, kunstenaar Frans Smeets, essayist J. Mekkes en hindoeschrijver Dewanand. Twee van de vroegste medewerkers waren Bernadette de Wit en Pamela Hemelrijk.
Ook worden teksten van andere websites in vertaling aangeboden, terwijl Breedveld incidenteel ook vertalingen van klassieke Arabische pornografie en erotica aanbiedt - zoals The Perfumed Garden - of excerpten publiceert uit het oeuvre van auteurs als Louis Couperus.

## Frontaal Naakt Award
Sinds 2005 reikt Frontaal Naakt op onregelmatige basis een onderscheiding uit aan mensen die zich voor de vrijheid van meningsuiting hebben ingespannen: de Frontaal Naakt Award.
- In 2005 won toenmalig Tweede Kamerlid voor D66 Lousewies van der Laan deze prijs, vooral vanwege haar inspanningen voor het afschaffen van het wettelijk verbod op smadelijke godslastering.[5]
- In 2007 won cabaretier Hans Teeuwen de onderscheiding, met name vanwege zijn verbale botsing met De Meiden van Halal.[6]
- In 2009 ging de prijs naar Femke Halsema,[7] volgens Frontaal Naakt de enige overgebleven liberaal in de Tweede Kamer, die het opneemt voor zowel de vrijheid van Ayaan Hirsi Ali als die van moslims.[6]

In 2005 reikte Frontaal Naakt ook een tegenhanger van de Frontaal Naakt Award uit: de Mohammed B. Award. Deze was bestemd voor degene die volgens Frontaal Naakt het meest opvallend tegen de vrijheid van meningsuiting was, of zoals het op de website werd verwoord: "voor degene die Theo van Gogh het meest overtuigend voor de tweede keer heeft vermoord". De anti-prijs werd toegekend aan toenmalige minister van Justitie Piet Hein Donner vanwege diens opmerkingen, naar aanleiding van de moord op Theo van Gogh, over het verder aanscherpen van het verbod op smadelijke godslastering.

## Waardering
Frontaal Naakt was in 2006 volgens Elsevier één van de beste Nederlandse blogs. Destijds werd het blog gezien als "een toonbeeld van smaak en intellect" en een "fijne ontmoetingsplaats voor zeer uiteenlopende meningen."
In 2008 werd Frontaal Naakt door de jury van de Dutch Bloggies onder de drie beste weblogs geschaard, naast Moois Magazine en GeenStijl. De jury noemde het "een buitengewoon intelligent en kunstig geschreven, even confronterend als origineel weblog waar ook de reacties en discussies er vaak toe doen. Zij het dat de uitgave wat eenzijdig masculien is en soms politiek voorspelbaar."

## Incidenten
- In 2007 publiceerde Breedveld enkele artikelen over de in zijn ogen slechte dienstverlening van Vodafone. Omdat in deze artikelen de naam van een medewerkster werd genoemd die de problemen had veroorzaakt, daagde Vodafone het weblog voor de rechter. In de aanloop naar de zitting verwijderde Breedveld de naam van de medewerkster, en de rechter stond Frontaal Naakt toe de artikelen, in de op dat moment bestaande vorm (dus zonder de naam van de medewerkster), online te handhaven; daarnaast wees hij de medewerkster een schadevergoeding toe van 500 euro. Het recht op vrijheid van meningsuiting was volgens de rechtbank in deze zaak ondergeschikt aan het recht op privacy.[10][11]
- In januari 2011 twitterde Peter Breedveld dat "de VN eigenlijk beter troepen naar Nederland kan sturen om PVV'ers dood te schieten".[3] De Vrije Universiteit Amsterdam, Breedvelds werkgever, liet daarna weten zich volledig van de uitspraken te distantiëren en maatregelen te overwegen.[12] Breedveld bood later zijn excuses aan.[13]